# Chrysolina wollosowiczi
Chrysolina wollosowiczi är en skalbaggsart som först beskrevs av Jacobson 1910.  Chrysolina wollosowiczi ingår i släktet Chrysolina och familjen bladbaggar. Inga underarter finns listade i Catalogue of Life.